# Fazil Bey
Fazil Bey  est écrit dans le style turc ottoman, Fazil est le prénom, le titre est Bey, et il n'y a pas de nom de famille.
Hüseyn Bey, né vers 1757 à Acre et mort le 30 décembre 1810 à Constantinople, est un haut fonctionnaire et poète ottoman d'expression turque, arabe et persane. Son nom de plume est Fazil Bey, mais il est aussi connu sous les noms d'Enderûnlu Fâzıl et Fâzıl-i Enderûnî (litt. « Fazil de l'Enderûn »), car il fait ses études à l'Enderûn. 
Fazil Bey est l'un des exemples les plus connus de la poésie homoérotique de l'époque ottomane.

## Biographie
Hüseyn, dit Fazil, est le fils d'Ali Bey Bulutkapan et petit-fils de Zahir ibn Omar, gouverneur d'Acre et de Safed, qui s'est rebellé contre la Sublime Porte dans les années 1770. Après la mort de son grand-père et de son père au combat, il est ramené à Constantinople (aujourd'hui Istanbul) par le qapudan pasha Ghazi Hasan, en 1776,. 
Sa débauche et ses aventures amoureuses multiples conduisent à son expulsion de  l'Enderûn en 1783-84. Il mène une pauvre vie de vagabond pendant douze ans dans Istanbul. Son frère cadet, Hassan, meurt à vingt-huit ans en 1786. Hüseyn attire l'attention sur sa situation, plusieurs hauts fonctionnaires demandent à Sélim III de lui pardonner. Les notables le protègent et Fazil chante des odes pour la Cour de l'empereur. Fazil demande à recevoir le titre de khadjegan (hacegân) et sa demande est acceptée. Il est affecté au bureau de la compatibilité d'Alep puis à Erzurum. Des Stambouliotes se plaignent de ses satires et il est banni à Rhodes en 1799,. 
Devenu aveugle et ne pouvant sortir de son lit, il reçoit l'autorisation de revenir à Constantinople comme poète de Cour. Il meurt en décembre 1810 et est enterré à Eyüpsultan,.

## Œuvres
Fazil Bey laisse un divan et un Defter-i ‘ashq (« Carnet d'amour »), long poème où il détaille ses aventures amoureuses ; les deux ouvrages sont imprimés à Bulak, région du Caire, en 1842. Il écrit aussi le Çengi-nâmeh (« Livre des danseurs »), recueil de stances sur les jeunes köçek-s de Constantinople,.  
Dans le Khûban-nâmeh (« Livre des beaux »), il chante son attraction pour les jeunes hommes de l'empire ottoman de l'Europe et du Nouveau Monde. Il écrit plus tard le Zenan-nâmeh (« Livre des femmes ») en miroir du Khûban-nameh, tout en précisant ne pas être attiré par les femmes. En 1838 sortent des éditions lithographiées de ces deux derniers ouvrages, mais ils sont confisqués par le pouvoir en raison de leur sujet indécent. Ils sont réimprimés en 1870 et une traduction française du Zenan-nameh est publiée en 1879,. 

### Éditions françaises
- Fazil Bey (trad. Jean-Adolphe Decourdemanche), Le livre des femmes [« Zenan-nameh »], Paris, Ernest Leroux, 1879, 155 p. (lire en ligne)
- Fazil Bey, Le livre des beaux [« Khûban-nameh »], 1909, 88 p.